# Várkerti Stadion
Das Várkerti Stadion (deutsch Schlossgarten-Stadion) ist ein Fußballstadion in der ungarischen Stadt Kisvárda, Komitat Szabolcs-Szatmár-Bereg, im Nordosten des Landes. Die Sportstätte der UEFA-Stadionkategorie 3 bietet Platz für 2850 Zuschauer. Der Eigentümer und Hauptnutzer ist der Fußballverein Kisvárda FC.

## Geschichte
Die Baukosten wurden 2014 erstmals mit einer Summe von 120 Millionen Forint beziffert. Nach und nach stiegen aber die Kosten und durch mehrere notwendig gewordenen Arbeiten, wuchs diese Summe bis zum Ende der Bauzeit auf 2,5 Milliarden Forint. Am Ende wurde das Stadion am 11. August 2018 mit einem Ligaspiel gegen Ferencváros Budapest (0:2) eröffnet. Der Hauptteil der Sitzplätze verteilt sich über die beiden Längstribünen. Sie sind überwiegend mit roten Kunststoffsitzen bestuhlt. Hinter den Toren befinden sich kleine Sitzplatzränge. Alle vier Ränge tragen ein Dach. Neben den 2850 Zuschauerplätzen bietet es neun Skyboxen (Logen), eine Flutlichtanlage, ein Spielfeld mit Naturrasen und unabhängigen Bewässerungssystem sowie eine Rasenheizung. In zwei Stadionecken diagonal gegenüber befinden sich Videoanzeigetafeln. Für die Gästefans bieten sich auf der Tribüne C mit 264 Plätze. Neben dem Stadion befinden sich mehrere Trainingsplätze und die Várkerti Sporttelep (deutsch Schlossgarten-Sportanlage). Die Spielstätte wird von der zweiten Mannschaft vom Kisvárda FC genutzt. Sie bietet Platz für 2124 Besucher, davon sind 624 Sitzplätze und 1500 Stehplätze. Für die Gäste befindet sich hinter dem Westtor ein separater Bereich mit ca. 130 Sitzplätzen. Des Weiteren verfügt es über Bewässerungs- und Drainagesystem sowie eine elektronische Anzeigetafel. Über Flutlicht verfügt der Platz nicht.

### Länderspiele
2021 bestritt die ungarische Fußballnationalmannschaft der Frauen im Stadion von Kisvárda ein Qualifikationsspiel für die Weltmeisterschaft 2023 gegen die Ukraine. 
- 30. Nov. 2021:  Ungarn –  Ukraine 4:2 (Qualifikation zur WM 2023)